# سيرج أكاكبو
سيرج أكاكبو (بالفرنسية: Serge Akakpo)‏ (15 أكتوبر 1987 توغو - ) هو لاعب كرة قدم فرنسي، يلعب كمدافع، شارك في كأس الأمم الأفريقية 2017.

## وصلات خارجية
سيرج أكاكبو على موقع الاتحاد الدولي (مؤرشف)  (الإنجليزية)
- سيرج أكاكبو على موقع اتحاد تركيا (لاعب) (الإنجليزية)
- سيرج أكاكبو على موقع اتحاد تركيا (مدرب) (الإنجليزية)
- سيرج أكاكبو على موقع اتحاد أوكرانيا (الإنجليزية)
- سيرج أكاكبو على موقع قاعدة بيانات كرة القدم.إي يو (الإنجليزية)
- سيرج أكاكبو على موقع ليكيب (الفرنسية)
- سيرج أكاكبو على موقع ناشيونال فوتبول تيمز (الإنجليزية)
- سيرج أكاكبو على موقع Soccerway.com (الإنجليزية)
- سيرج أكاكبو على موقع عالم كرة القدم.نت (الإنجليزية)